# Gedeon (Charon)
Gedeon (světským jménem: Jurij Samujilovyč Charon; * 10. června 1960, Oděsa) je ukrajinský duchovní Ukrajinské pravoslavné církve Moskevského patriarchátu, emeritní biskup makarivský a vikář kyjevské eparchie.

## Život
Narodil se 10. června 1960 v Oděse. Původem je Řek a jeho prapradědeček byl biskupem.
Po střední škole č. 7 v rodném městě sloužil jako ponomar v chrámu Narození přesvaté Bohorodice vesnice Usatove. Od roku 1979 sloužil v řadách Sovětské armády. Po demobilizaci byl psalomščikem katedrálního chrámu svatých Petra a Pavla v Luhansku.
Přešel do kléru kurské eparchie, kde byl kelejníkem arcibiskupa Juvenalije (Tarasova). Dne 7. října 1987 byl postřižen na monacha se jménem Gedeon na počest svatého proroka Gedeóna a následující den rukopoložen na jerodiákona. V červnu 1988 přešel do kléru omské eparchie.
Dne 17. března 1989 začal sloužit ve Znamenském katedrálním chrámu v Ťumeni. Dne 18. prosince 1989 jej biskup Feodosij (Procjuk) rukopoložil na jeromonacha. Od 1. března 1990 byl dočasným představeným Abalakského Znamenského monastýru. Dne 25. června 1990 byl povýšen na igumena a jmenován řádným představeným.
Roku 1991 odešel do USA a přešel do jurisdikce Ruské pravoslavné církve v zahraničí a za nějaký čas do jurisdikce Pravoslavné církve v Americe. Vykonával funkci představeného Pokrovského chrámu Domu milosrdenství v San Franciscu, chrámu svatého Vladimíra v Santa Barbaře, monastýru svatého Jana Šanghajského v Point Reyes Station. Získal americké občanství a sloužil jako vojenský kaplan Námořnictva Spojených států amerických.
Roku 1999 se vrátil na Ukrajinu a stal se klerikem kyjevské eparchie. Byl jmenován duchovním chrámu svatého Eliáše v Kyjevě. Další rok dokončil Kyjevský duchovní seminář a pokračoval ve studiu na Kyjevské duchovní akademii. Roku 2005 byl ustanoven představeným Desjatynnského chrámu Narození přesvaté Bohorodice a roku 2009 představeným Desjatynnského monastýru.
Dne 25. května 2018 jej Svatý synod Ukrajinské pravoslavné církve zvolil biskupem makarivským a vikářem kyjevské eparchie. Biskupská chirotonie proběhla 18. června v chrámu Narození přesvaté Bohorodice Holosijivského blahočiní v Kyjevě. Hlavním světitelem byl metropolita kyjevský a celé Ukrajiny Onufrij (Berezovskyj).
Na konci listopadu 2018 se Nejvyšší soud Ukrajiny začal zabývat případem jím podané žaloby a spojil ji s dalšími dvěma podobnými žalobami. Jednalo se o rozhodnutí Parlamentu Ukrajiny a konstantinopolského patriarchy Bartoloměje o udělení autokefality Pravoslavné církví Ukrajiny, kdy se jednalo o zasahování státu do vnitřních záležitostí církve.
Na začátku února 2019 navštívil Kongres Spojených států amerických, kde obvinil Ukrajinu z porušování lidských práv a zabavování chrámů a dalšího majetku Ukrajinské pravoslavné církve.
Dne 13. února 2019 byl zadržen na kyjevském letišti Boryspil při odbavení letu z Frankfurtu nad Mohanem a byl poslán zpět na let do Frankfurtu. Tento krok Státní pohraniční služba Ukrajiny obhajovala neplatností pasu a jeho občanstvím v několika zemích (v červenci 2018 byl zbaven ukrajinského občanství). Předseda synodního informačního a vzdělávacího oddělení Ukrajinské pravoslavné církve arcibiskup Klyment (Večerja) uvedl, že důvodem zákazu je obvinění Ukrajiny v Kongresu USA. Dne 19. září 2019 Okružní administrativní soud Kyjeva rozhodl o nezákonném zabavení ukrajinského občanství.
Dne 20. března 2023 byl Svatým synodem penzionován.